# 尹達剛
尹達剛（1949年—），從事飲食行業50年，旅居日本30多年，現為香港“尹師讌”主理人。
尹達剛13歲舉家到香港，開始入廚。21歲到日本發展，曾擔任「橫濱皇家日航大酒店– 皇苑」行政總廚，後來回香港創立私房菜館「尹師讌」，提倡“四季調和，飲食健康”。曾應香港賽馬會邀請，主理《紅樓非夢宴》和《射雕英雄宴》。擔任翡翠台劇集食為奴的廚藝顧問。

## 荣誉

### 外国勋章奖章
- 旭日双光章（日本，2021年4月29日公布[9]）

## 演出工作
- 名人廚房（嘉賓）
- 美女廚房第二輯（嘉賓評判）
- 香港蘋果日報 名廚三餸一湯系列[10]
- 開心頻道 家有好餸II[11]
- 石桥食谱（ TBS ， 2005年12月5日）

## 書籍
- 廣東菜魅力新風貌（橘子文化事業有限公司，2004年）ISBN 9789882160392
- 志雲 x 達剛美味飯局（快樂書房） ISBN 9789881725066
- 方草尋源 (天地圖書) ISBN 9789882119321